# Neocrepidodera nigritula
Neocrepidodera nigritula är en skalbaggsart som först beskrevs av Leonard Gyllenhaal 1813.  Neocrepidodera nigritula ingår i släktet Neocrepidodera, och familjen bladbaggar. Arten är reproducerande i Sverige.